# Sværddrage (film)
|  | Denne artikel er oprettet af botten Steenthbot ud fra en ekstern database. Den kan derfor have sproglige fejl eller mangler. Denne skabelon kan fjernes efter kontrol af indholdet. |

Sværddrage er en dansk filmskolefilm fra 2022 instrueret af Amalie Maria Nielsen.

## Handling
Milo bor på en ungdomsinstitution for vrede utilpassede piger, hvor pædagogen Nicki er den eneste tætte relation hun har. Men bag de tynde institutionsvægge flyver rygterne frem og tilbage mellem pigerne og en dag overhører Milo noget, som hun ville ønske, at hun ikke havde hørt.

## Medvirkende
- Anna Charlie Zerbib Streitz, Milo
- Niklas Herskind, Nicki
- Petrine Agger, Birgit
- Isabella Møller Hansen, Nadja